# نادي فيغورينسي
نادي فيغورينسي (بالبرتغالية: Figueirense Futebol Clube‏) وهو نادي كرة قدم برازيلي يتمركز في مدينة فلوريانوبوليس في ولاية سانتا كاتارينا في البرازيل يلعب حاليا في الدوري البرازيلي الدرجة الثانية، كما سبق له اللعب في دوري الدرجة الأولى واسم ملعبه الرسمي هو ستاد أورلاندو سكاربيلي ويسع لحوالي 20 ألف متفرج.